# Membracoidea
Membracoidea är en överfamilj av insekter som ingår i ordningen halvvingar. Överfamiljen innehåller familjerna dvärgstritar (Cicadellidae) och hornstritar (Membracidae), den omfattar 21989 arter. 